# Alice Paul

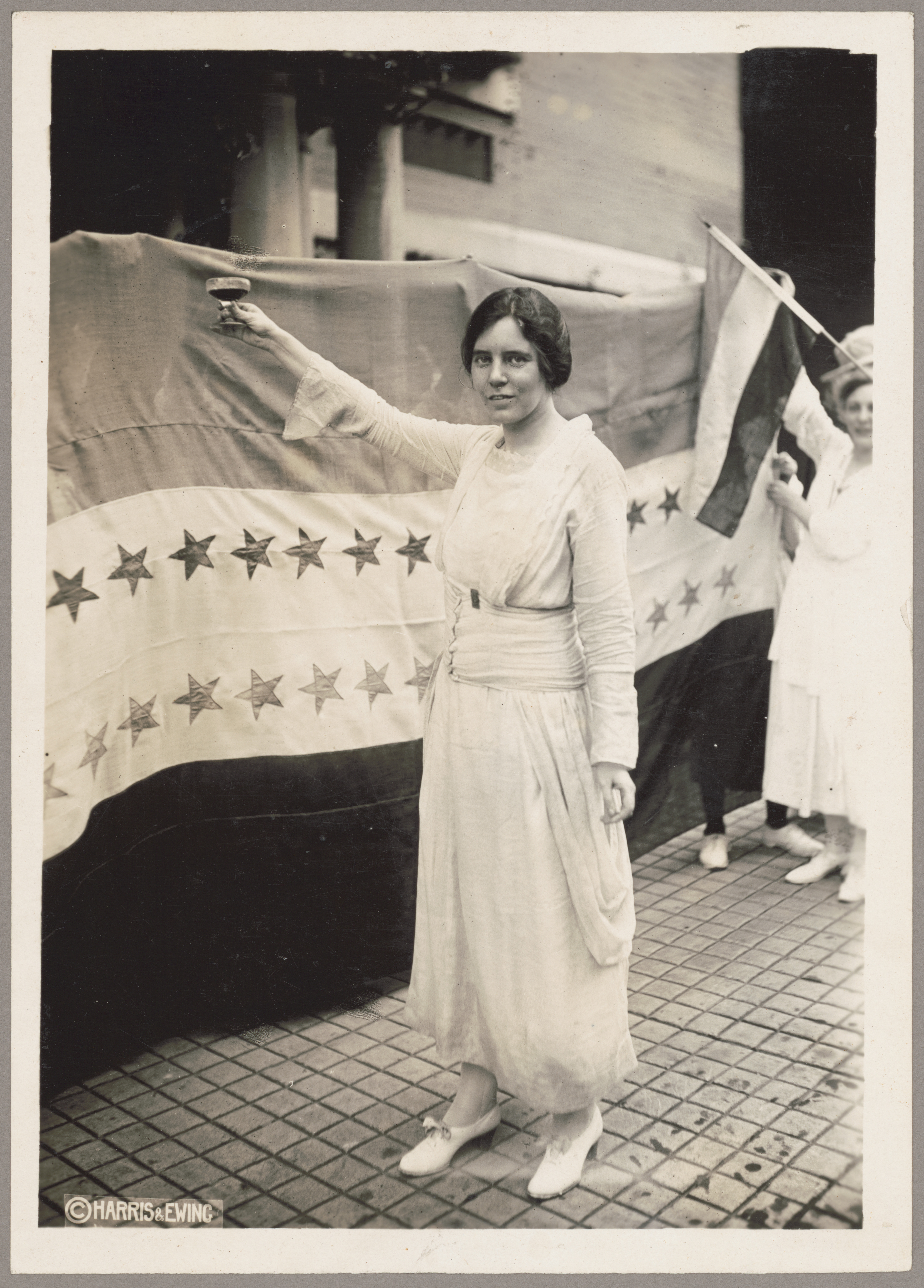
Alice Paul

Alice Paul (Mount Laurel Township (New Jersey), 11 januari 1885 - Moorestown (New Jersey), 9 juli 1977) was een Amerikaanse vrouwenrechtenactiviste. Samen met Lucy Burns leidde zij in de eerste helft van de 20e eeuw de meest succesvolle campagne in de Verenigde Staten voor vrouwenstemrecht. Deze campagne mondde in 1920 uit tot de goedkeuring van het 19e grondwetsamendement dat zowel mannen als vrouwen stemrecht toebedeelde.

## Opleiding
Alice Paul werd geboren in de township Mount Laurel, New Jersey in een familie van Quakers. In 1905 haalde zij aan Swarthmore College een bachelordiploma, waarna ze een extra opleiding in sociaal werk volgde aan de New York School of Philanthropy. In 1907 behaalde zij bovendien ook nog een masterdiploma in sociologie aan de University of Pennsylvania waarna ze gedurende drie jaren in het Verenigd Koninkrijk ging studeren. In het Verenigd Koninkrijk studeerde ze aan de University of Birmingham alsook aan de London School of Economics. Ze kwam tevens in contact met de Britse radicale Suffragettes. Deze opvattingen omtrent vrouwenrechten nam ze terug mee naar de VS waar ze tussen 1910 en 1912 haar PhD-opleiding in Politieke Wetenschappen volmaakte aan de University of Pennsylvania. Nadien zal ze ook nog een Master of Laws (1927) en een Doctorate in Civil Law (1928) behalen aan de American University in Washington.

## Ideologie
Alice Paul beschouwde de Engelse suffragette Christabel Pankhurst als haar ideologisch voorbeeld en werd na een van haar lezingen in Birmingham lid van de Women's Social and Political Union. Bij de WSPU ontmoette ze tevens haar latere Amerikaanse medestrijdster, Lucy Burns. De activiteiten van de WSPU brachten Alice Paul in contact met het gerecht en ze werd ettelijke malen opgesloten in de gevangenis. Hier maakte ze ook voor de eerste maal kennis met de Ierse traditie van hongerstaking.

## De weg naar het amendement
In 1912 - na haar terugkomst in de VS - sloten Alice Paul en Lucy Burns zich aan bij de National American Woman's Suffrage Association. Ze klommen snel op binnen de NAWSA en werden actief in Washington, District of Columbia, waar ze o.a. het Congressional Committee en de Congressional Union oprichtten. Ze focusten zich hoofdzakelijk op fondswerving en lobbywerk voor een nieuw amendement. De mosterd voor deze grondwetswijziging vonden ze bij de ersatz-suffragettes Susan Anthony en Cady Stanton die een dergelijk amendement reeds in 1878 voorgesteld hadden. Deze ingeslagen koers kwam niet langer overeen met die van NAWSA, namelijk het overtuigen van staatsparlementen om staat-per-staat het vrouwenstemrecht in te voeren. NAWSA dwong Alice en Lucy om de organisatie te verlaten.

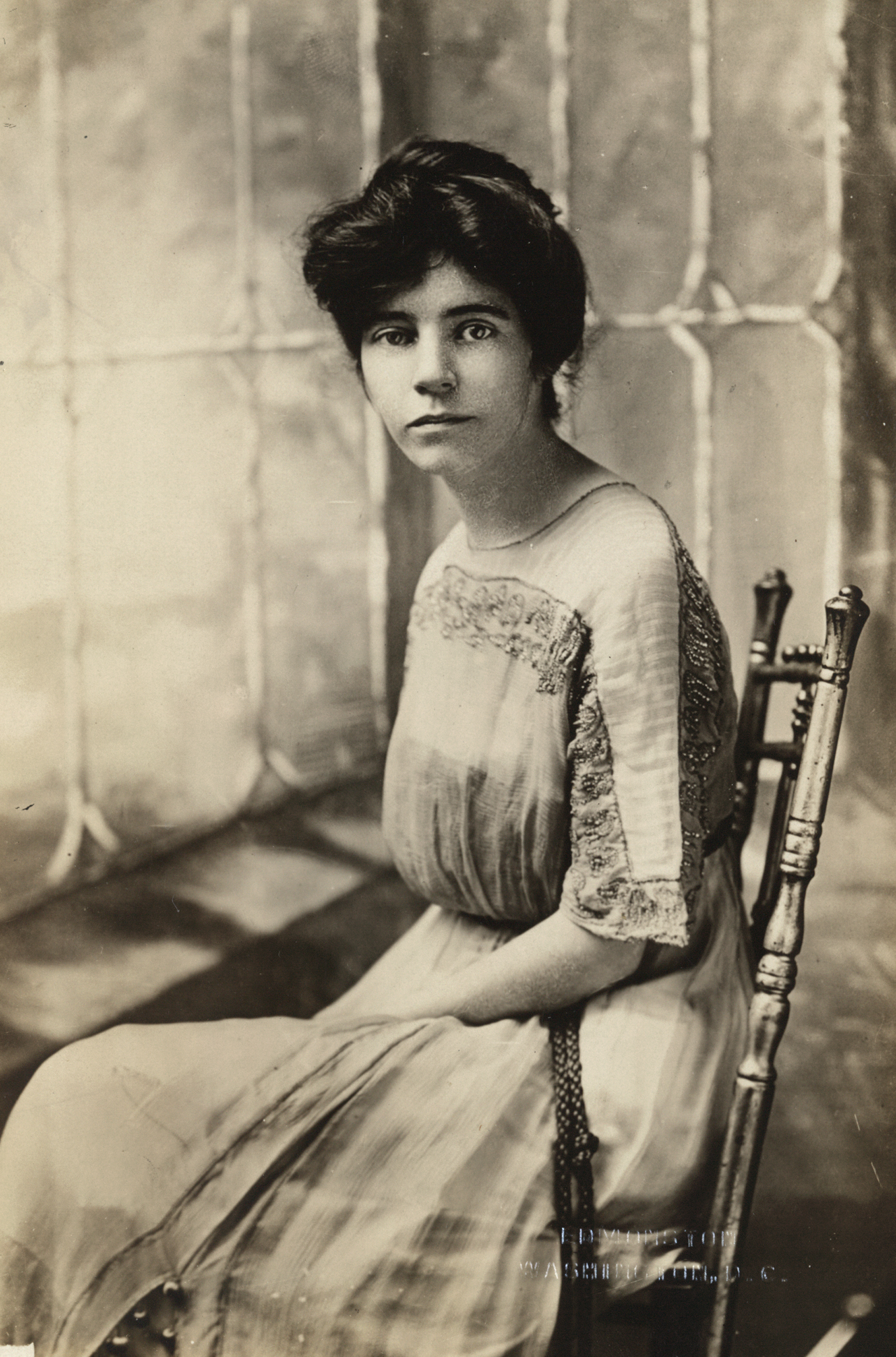
Alice Paul (1915)

In 1916 richtte Alice Paul de National Woman's Party (NWP) op die meer de Britse tactieken aan ging wenden. De NWP organiseerde protestmarsen, parades, petities, boycotten, massabetogingen en stakingen. Ook de media werd door de NWP overspoeld met eigen artikelen, opinies en opruiende reportages. Vooral The Washington Post leek gewonnen voor de zaak van de NWP. De romance tussen journalist Ben Weizmann en Alice Paul speelde hierin ook een grote rol. Er werd wekelijks tevens een eigen krant, Suffragist, uitgegeven.
De Amerikaanse president Woodrow Wilson werd zwaar onder druk gezet door de NWP die zijn herverkiezing tevens boycotte door vrouwen - in de staten waar ze reeds stemrecht hadden - op te roepen tegen de Democraten en voor de Republikeinen te stemmen. Wilson won echter alsnog de verkiezing, maar ging zich gematigder opstellen tegenover de vrouwenrechtenbeweging.
Vanaf januari 1917 begon de NWP met het opstellen van protestpiketten, de zogenaamde "Silent Sentinels", voor de ingang van het Witte Huis. Deze acties kenden enig succes en verwerden alzo tot de allereerste geweldloze campagne van burgerlijke ongehoorzaamheid in de geschiedenis van de VS. In juli werden ze gearresteerd wegens "verkeersobstructie" en veroordeeld tot lichte boetes. De veroordeelde vrouwen weigerden deze boetes te betalen omdat ze alzo schuld zouden bekennen. Vervolgens zond de rechter hen naar het werkhuis Occoquan in Virginia. Later zullen ook nog andere actievoerders opgepakt en naar Occoquan gestuurd worden, onder hen de vrouw van Senator Leighton. 
Als protest tegen de barre levensomstandigheden in het werkhuis, begon Alice Paul een hongerstaking. Ze werd overgebracht naar een psychiatrische folterinstelling waar ze gedwongen werd te eten. Ook de andere arrestanten volgden haar voorbeeld en weigerden het gevangenisvoedsel te eten. Deze situatie kwam aan het licht via Senator Leighton na een bezoek aan zijn vrouw. De pers sprong hier op en in zeven haasten werden de vrouwen dan ook vrijgelaten.
In januari 1918 kondigde president Wilson zijn steun aan voor het 19e amendement als een "noodzakelijke oorlogsmaatregel". Na ratificatie van de meerderheid van Amerikaanse staten werd het amendement in 1920 wet.

## Abortus
In 1923 zal Alice Paul ook nog een nieuw amendement voorstellen, het "Equal Rights Amendment", dat verworpen wordt omdat het door tegenstanders afgeschilderd werd als pro-abortus.
Alice Paul zelf was aanvankelijk een tegenstandster van abortus omwille van de gezondheidsrisico's van de zwangere vrouwen. Pas vanaf de jaren 1930 - na de uitvinding van antibiotica - zal ze ook resoluut de kaart van abortus trekken.

## Eerbetoon
- Alice Paul wordt postuum beloond met een eigen postzegel.[1]
- 2004 : de tv- film Iron Jawed Angels verschijnt, waarin Hilary Swank Alice Paul speelt.
- 2005 : Swarthmore College, haar alma mater, noemt een nieuwe campus naar haar.

## Voetnoot
1. ↑  Postzegel